# Viniha Lapčanin
Viniha je bio pripadnik Lapčana, jednog od dvanaest Hrvatskih plemena spomenutih u Pacta Conventi, koji je 1080-ih oženio Hrvatsku kraljevnu Klaudiju, kćer kralja Dmitra Zvonimira (1075. – 1089.) i Jelene Lijepe. Kao miraz za udaju svoje kćeri Dmitar Zvonimir je dao grad Karin, te se od tada pripadnici plemena Lapčana nazivaju još i Karinjani.
Iako ga je ženidba s kraljevnom Klaudijom povezala s hrvatskom vladarskom dinastijom Trpimirovića i ugarskim Arpadovićima, nakon smrti Dmitra Zvonimira te dinastijskih borbi za Hrvatsko kraljevstvo nakon smrti zadnjeg Trpimirovića Stjepana II. Viniha se ne spominje u kontekstu pretendenta na prijestolje. Razlog tome je da u to vrijeme ili više nije bio živ, ili jednostavno nije imao dovoljno utjecaja za aktivno pretendiranje na prijestolje, jer su Hrvati za kralja izabrali Petra Snačića (1093. – 1097.)